# Jurvielle
Jurvielle ist eine französische Gemeinde mit 20 Einwohnern (Stand: 1. Januar 2022) im Département Haute-Garonne in der Region Okzitanien; sie gehört zum Arrondissement Saint-Gaudens und zum Gemeindeverband Pyrénées Haut Garonnaises. Die Einwohner werden Jurviellois genannt.

## Geografie
Die Gemeinde Jurvielle liegt in der Hochgebirgslandschaft der mittleren Pyrenäen im Süden der historischen Provinz Comminges, etwa 60 Kilometer südwestlich von Saint-Gaudens und etwa 20 Kilometer von der Grenze zu Spanien entfernt. Das 5,79 km² große Gemeindegebiet grenzt im Nordwesten an das Département Hautes-Pyrénées und umfasst das Einzugsgebiet des Gebirgsflusses Ruisseau de Labach (im unteren Bereich Ruisseau du Portet) mit seinen zahlreichen Nebentälern. Die Berghänge sind von ca. 1350 m Meereshöhe bis zur Baumgrenze (hier bei ca. 1700 m) teilweise bewaldet. Der Ruisseau du Portet entwässert über die Neste d’Oô und die Pique zur Garonne. Flankiert werden die Täler von Berggipfeln, die über die 2000-m-Marke ansteigen. Umgeben wird Jurvielle von den Nachbargemeinden Bourg-d’Oueil im Norden, Poubeau im Osten, Portet-de-Luchon im Süden, Mont im Westen sowie Cazaux-Fréchet-Anéran-Camors im Nordwesten.
Die höchsten Erhebungen im Gemeindegebiet von Jurvielle sind:
| - Sommet de Pouy Louby 2091 m (höchster Punkt der Gemeinde im Nordwestzipfel) - Sommet de Pouyaué 2062 m | - Pene de l’Ours 1919 m - Cap du Pré Rouquet 1773 m - Turon de la Caucade 1572 m | Der regionale Wanderweg GRP (Grande Randonnée de Pays) Tour d’Oueil – Larboust durchquert das Gemeindegebiet von Jurvielle vom Dorf Jurvielle im Süden bis zum 1992 m hohen Pass Port de Pinate. |

## Bevölkerungsentwicklung
| Jahr      | 1846 | 1962 | 1968 | 1975 | 1982 | 1990 | 1999 | 2006 | 2013 | 2021 |
| --------- | ---- | ---- | ---- | ---- | ---- | ---- | ---- | ---- | ---- | ---- |
| Einwohner | 168  | 40   | 49   | 31   | 19   | 18   | 15   | 19   | 21   | 16   |

Im Jahr 1846 wurde mit 168 Bewohnern die bisher höchste Einwohnerzahl ermittelt. Die Zahlen basieren auf den Daten von cassini.ehess und INSEE.

## Sehenswürdigkeiten
- Kirche Saint-Christophe, Monument historique[3]
- Wassermühle an der Grenze zur Gemeinde Portet-de-Luchon
- drei Wegkreuze

|  |  |

## Wirtschaft und Infrastruktur
Jurvielle ist ein sehr kleines Bergdorf mit einigen wenigen touristischen Angeboten (Ferienwohnungen). Trotz Schneesicherheit hat der Skizirkus Kurvielle noch nicht erreicht. In der Gemeinde sind zwei Landwirtschaftsbetriebe ansässig (Ziegen- und Schafzucht).
Nach Jurvielle gelangt man nur über eine Zugangsstraße von Süden aus Portet-de-Luchon. Der fünf Kilometer südwestlich gelegene Pass Col de Peyresourde führt ins Nestetal. In der elf Kilometer östlich gelegenen Kleinstadt Bagnères-de-Luchon besteht Anschluss an die Route nationale 125.

## Belege
1. ↑  Jurvielle auf cassini.ehess
2. ↑  Jurvielle auf INSEE
3. ↑  Kirche Saint-Christophe in der Base Mérimée des französischen Kulturministeriums (französisch)
4. ↑  Landwirtschaftsbetriebe auf annuaire-mairie.fr